# Comté de Soulanges
Pour les articles homonymes, voir Soulanges.
Le comté de Soulanges était un comté municipal du Québec ayant existé entre 1855 et 1982,. 
Le territoire qu'il couvrait est aujourd'hui compris dans la région de la Montérégie et correspond à la partie sud de l'actuelle municipalité régionale de comté de Vaudreuil-Soulanges. Son chef-lieu était la municipalité de Coteau-Landing.

## Municipalités situées dans le comté
| Nom                                          | Origine et évolution durant l'existence du comté                                                                                     | Changements survenus après la disparation du comté                                           | Références |
| -------------------------------------------- | --- | -------------------------------------------------------------------------------------------- | ---------- |
| Coteau-du-Lac                                | détaché de Saint-Ignace-du-Coteau-du-Lac en 1907                                                                                     |                                                                                              | [ 4 ]      |
| Coteau-Landing                               | créé en 1853, avant la création du comté                                                                                             | regroupé en 1994 avec Coteau-Station pour former Les Coteaux                                 | [ 5 ]      |
| La Station-du-Coteau                         | détaché de Saint-Polycarpe en 1887                                                                                                   | renommé Coteau-Station en 1984; regroupé en 1994 avec Coteau-Landing pour former Les Coteaux | [ 5 ]      |
| Les Cèdres                                   | créé en 1852, avant la création du comté, sous le nom de Soulanges; renommé Les Cèdres en 1967                                       |                                                                                              | [ 6 ]      |
| Pointe-des-Cascades                          | détaché de Vaudreuil et de Saint-Joseph-de-Soulanges en 1961                                                                         |                                                                                              | [ 7 ]      |
| Rivière-Beaudette (municipalité de village)  | détaché de Saint-Zotique en 1887 | regroupé avec Rivière-Beaudette (municipalité de paroisse) en 1990                           | [ 8 ]      |
| Rivière-Beaudette (municipalité de paroisse) | détaché de Saint-Zotique en 1916 sous le nom de Sainte-Claire-d'Assise; renommé Rivière-Beaudette (municipalité de paroisse) en 1978 | regroupé avec Rivière-Beaudette (municipalité de village) en 1990                            | [ 9 ]      |
| Saint-Clet                                   | créé en 1855; la municipalité de village se détache de celle de paroisse en 1921; les deux sont réunies à nouveau en 1974            |                                                                                              | [ 10 ]     |
| Saint-Ignace-de-Coteau-du-Lac                | créé en 1855; fusionné à Coteau-du-Lac en 1982                                                                                       |                                                                                              | [ 4 ]      |
| Saint-Joseph-de-Soulanges                    | créé en 1855 | fusion avec Les Cèdres en 1985                                                               | [ 6 ]      |
| Saint-Polycarpe                              | créé en 1855; la municipalité de village se détache de celle de paroisse en 1887                                                     | les municipalités de village et de paroisse fusionnent en 1988                               | [ 11 ]     |
| Saint-Télesphore                             | créé en 1877 |                                                                                              | [ 12 ]     |
| Saint-Zotique                                | créé en 1855; la municipalité de village se détache de celle de paroisse en 1913; les deux se réunissent à nouveau en 1967           |                                                                                              | [ 13 ]     |

## Formation
Le comté de Soulanges comprenait lors de sa formation les paroisses de Saint-Joseph des Cèdres, Saint-Ignace de Côteau du Lac, Saint-Clet, Saint-Zotique, Saint-Polycarpe, Saint-Télesphore et une partie de Saint-Lazare.